# Musikjahr 1651
Liste der Musikjahre

◄◄ | ◄ | 1647 | 1648 | 1649 | 1650 | Musikjahr 1651 | 1652 | 1653 | 1654 | 1655 | ► | ►►

Weitere Ereignisse
Dieser Artikel behandelt das Musikjahr 1651.

## Ereignisse
- 28. November: Noch im Eröffnungsjahr des Teatro Sant’Apollinare findet die Uraufführung von La Calisto von Francesco Cavalli (Musik) auf ein Libretto von Giovanni Faustini statt.
- Das Teatro Sant’Apollinare in Venedig wird eröffnet.
- Uraufführung der Oper L’Oristeo von Francesco Cavalli (Musik) auf ein Libretto von Giovanni Faustini im Teatro Sant’Apollinare in Venedig.
- In London erscheint das von John Playford veröffentlichte Nachschlagewerk The English Dancing Master, das 105 zur damaligen Zeit populäre englische Tänze inklusive der dazugehörigen Melodie beschreibt.

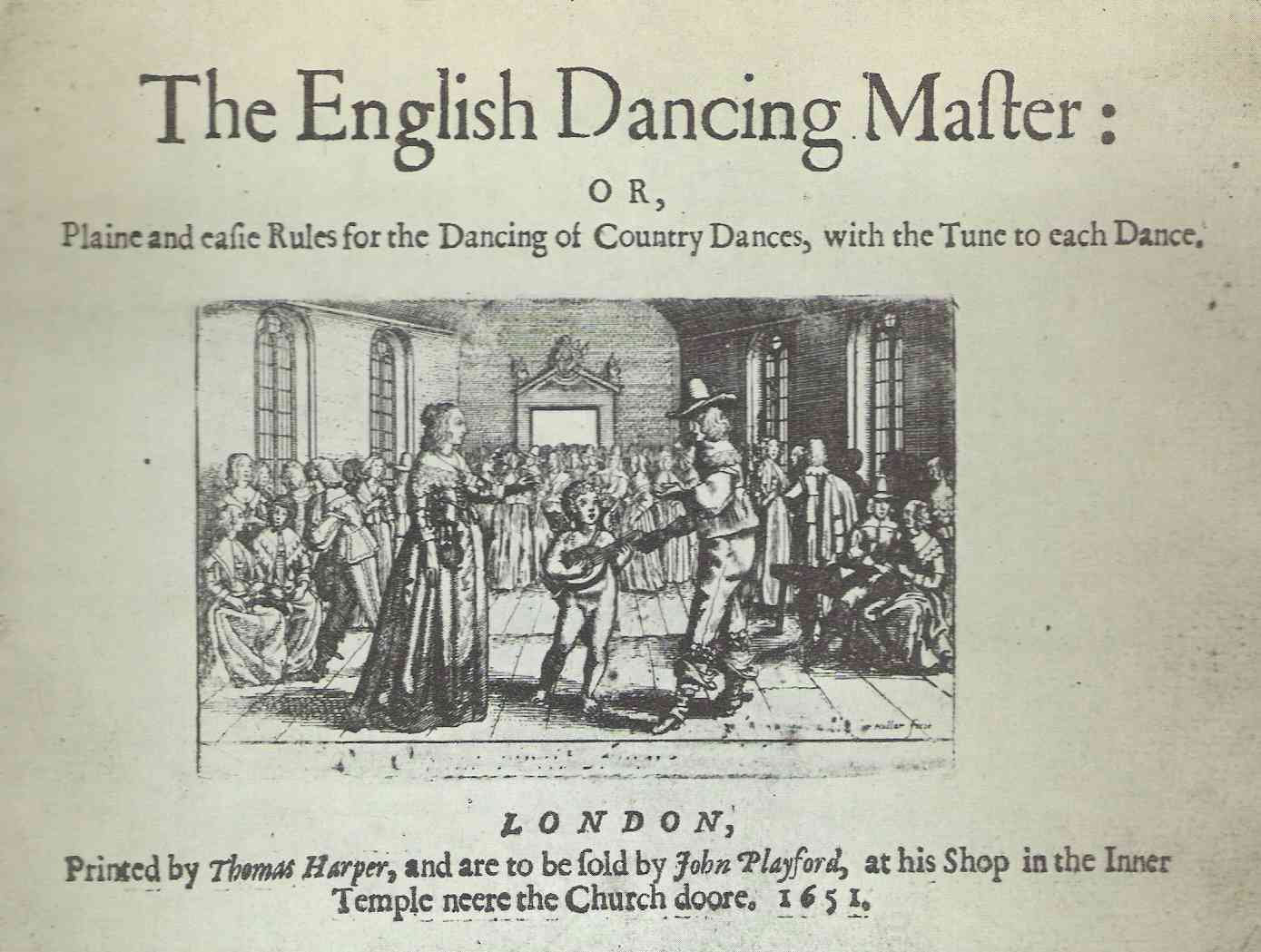
The English Dancing Master, Titelseite der Erstausgabe (1651)

## Instrumental- und Vokalmusik (Auswahl)
- Giovanni Battista Granata – Nuova scielta di capricci armonici..., Bologna (Sammlung mit Gitarrenmusik)
- Claudio Monteverdi – Madrigali e canzonette a due e tre voci del signor Claudio Monteverde già Maestro di Cappella della Serenissima Republica di Venetia... Libro nono, Venedig: Alessandro Vincenti (posthum veröffentlicht)
- Stefano Pasino – Motetti a 2. 3. 4. concertati..., op. 6, Venedig: Francesco Magni
- John Playford – The English Dancing Master

## Musiktheater
- Francesco Cavalli
  - L’Oristeo
  - La Rosinda
  - L’Armidoro (verschollen)
  - La Calisto

## Geboren

### Geburtsdatum gesichert
- 09. Januar: Petronio Franceschini, italienischer Komponist († 1680)
- 15. April: Domenico Gabrielli, italienischer Cellist und Komponist († 1690)
- 12. Juni (getauft): Johann Georg Ahle, deutscher Komponist, Organist, Dichter und Kirchenmusiker († 1706)
- 22. Juli: Ferdinand Tobias Richter, deutscher Komponist und Organist († 1711)

### Genaues Geburtsdatum unbekannt
- Bernard Artophaeus, böhmischer Komponist, Musikpädagoge und Priester der Minoriten († 1721)

## Gestorben

### Todesdatum gesichert
- 16. Januar (bestattet): Martin Peerson, englischer Komponist und Organist (* um 1572)
- 17. Januar (bestattet): Johann Hieronymus Kapsberger, italienischer Lautenist und Komponist (* um 1580)
- 06. März: Heinrich Klose, deutscher Kirchenlieddichter (* unbekannt)
- 26. Juni: Eustache Picot, französischer Geistlicher sowie Musiker und Komponist (* um 1575)
- 24. Juli (bestattet): Daniel Farrant, englischer Komponist und Musikinstrumentenbauer (* um 1575)
- 00. September: Marcin Mielczewski, polnischer Komponist (* um 1600)
- 06. Oktober: Heinrich Albert, deutscher Lieddichter und Komponist (* 1604)
- 21. oder 22. Oktober: Jacob Praetorius der Jüngere, deutscher Organist und Komponist (* 1586)
- 17. Dezember: Ennemond Gaultier, französischer Lautenist und Komponist (* um 1575)
- 19. Dezember: Giovanni Faustini, italienischer Opernlibrettist (* 1615)

### Genaues Todesdatum unbekannt
- Bartolomeo Montalbano, italienischer Komponist und Kapellmeister (* um 1595)